# Kiwerce (stacja kolejowa)
Kiwerce – stacja kolejowa w Kiwercach, w obwodzie wołyńskim, na Ukrainie. Znajdują się tu 4 perony.